# Robert Emmond House
La Robert Emmond House (o Robert G. Emmond Residence) è una residenza storica situata al 109 S. 8th Ave., La Grange (Illinois), progettata nel 1892 da Frank Lloyd Wright durante il suo impiego presso lo studio di architettura di Adler & Sullivan. Si tratta di una delle cosiddette "bootleg houses", ovvero progetti indipendenti che Wright realizzò senza il consenso del suo datore di lavoro, Louis Sullivan.
Oggi, la Robert Emmond House è una proprietà privata ed è considerata un'importante testimonianza dei primi lavori di Frank Lloyd Wright, nonché un esempio della sua evoluzione come architetto.

## Storia
Frank Lloyd Wright progettò la Robert Emmond House per pagare un debito a Sullivan, che gli aveva prestato denaro per costruire la propria casa e studio. Tuttavia, la scoperta di queste commissioni "non autorizzate" portò al suo licenziamento dallo studio Adler & Sullivan. La casa, insieme alle altre bootleg houses, rappresenta uno dei primi esempi di lavori autonomi dell'architetto.

### Modifiche e restauri
Nel 1935, le terrazze originali furono ampliate e chiuse per creare nuovi spazi abitativi. Inoltre, il piano terra fu rivestito con mattoni. Successivamente, l'abitazione è stata restaurata per ripristinare il rivestimento originale in legno, riportandola al suo aspetto iniziale.
Nel corso degli anni la casa ha cambiato proprietario diverse volte. Nel 2011 fu messa in vendita con un prezzo iniziale di 1,5 milioni di dollari, ma fu successivamente ribassata a 919.000 dollari nel 2014.

## Descrizione
La Robert Emmond House presenta caratteristiche architettoniche che riflettono lo stile dei primi lavori di Wright, come il piano quadrato, le forme geometriche forti e una decorazione minimale. Gli elementi distintivi includono:
- Due verande ottagonali agli angoli esterni[1][3].
- Un ingresso principale orientato in modo asimmetrico[1].
- Influenze dello stile Shingle, del Colonial Revival e dello stile Regina Anna, oltre a dettagli che anticipano il futuro stile Prairie[1][2].
- Tetti spioventi e gronde aggettanti, che contribuiscono alla forte presenza visiva dell'edificio[2].

All'interno, la casa di circa 245 m² dispone di:
- Cinque camere da letto e un solo bagno[2].
- Una cucina ristrutturata in stile storicamente accurato[2].
- Un soggiorno con camino e ricche finiture in legno[2].